# NGC 430
NGC 430 је елиптична галаксија у сазвежђу Кит која се налази на NGC листи објеката дубоког неба.
Деклинација објекта је - 0° 15' 9" а ректасцензија 1h 12m 59,9s. Привидна величина (магнитуда) објекта NGC 430 износи 12,5 а фотографска магнитуда 13,5. NGC 430 је још познат и под ознакама UGC 765, MCG 0-4-39, CGCG 385-29, PGC 4376.